# 女吸血鬼
『女吸血鬼』（おんなきゅうけつき）は、1959年（昭和34年）3月7日公開、新東宝製作の日本のホラー映画。白黒、新東宝スコープ、78分。

## ストーリー
東京タイムス記者の大木民夫は、婚約者松村伊都子の誕生祝いに訪れたが、パーティーの最中に一同は信じられないものを見た。20年前に失踪した伊都子の母・美和子（三原葉子）が、当時と変わらぬ若さで現われたのである。美和子はやがて眠りから覚め、すべてを語り出した。
夫である科学者松村重勝と美和子は20年前、放射能鉱石を踏査中に、画家竹中（天知茂）により九州の水晶の地下城塞に拉致された。竹中は島原の乱で死んだ天草四郎時貞の遺児・勝姫に憧れており、その末裔である美和子を狙ったのだった。竹中の正体は天草四郎の家臣・竹中信敬で、不死の吸血鬼と化して現代まで生き延びてきたのであった。竹中は地下城に美和子を幽閉し、その裸体画を描いた。この絵は美術展で作者不明のまま特選候補となっていた。
竹中はホテル極東に逗留中に月の光を浴びて吸血鬼と化し、女給を殺害。続いて美和子をモデルにした絵が盗まれたとの報が東京タイムスに舞い込むが、その絵は何者かによって松村家に届けられた。
ある夜、竹中は美和子を強引に連れ出して逃走、民夫は引き裂かれた絵を見てバーの女給殺しの事件の際に入手したスケッチブックのサインと、この絵のサインが一致するのを見て、一連の事件が竹中の仕業と悟る。
民夫、松村と捜索隊は、九州に逃げた竹中を追い、遂に竹中のアジトに通じる洞窟を見つけ、攫われた伊都子を救出するが、美和子はすでに蝋人形にされ、殺されてしまっていた。追い詰められた吸血鬼・竹中は月光を浴びて苦しみだし、城主もろとも地下城は爆発。民夫と伊都子は死地を脱するのだった。

## 解説
本作は日本初の本格吸血鬼映画であり、迫力ある吸血鬼を演じた天知茂も日本で初めての吸血鬼俳優となる。一方でタイトルロールである女性の吸血鬼は登場せず、題名と内容が合致しない作品となっている。
本作の解説において吸血鬼の正体が天草四郎本人と記述されることが多いが誤りで、上述のように四郎の遺児勝姫に恋焦がれる四郎の家臣、竹中信敬がその正体である。天草四郎本人が吸血鬼と化すフィクションには、横溝正史による小説『髑髏検校』がある。また、また吸血鬼ではないが四郎が魔人として甦る作品に山田風太郎の『魔界転生』がある。
竹中は月光を浴びて吸血鬼に変身する。この設定は欧米の主要吸血鬼作品には見られず、『狼男』（1941年）等における狼男の設定に倣っている。

## 宣伝ポイント
公開当時、新東宝では以下のような「宣伝ポイント」が興行館に通達された。
「従来の怪奇映画には見られなかった新型式の異色怪奇映画である点、つまり躍進目覚ましい新東宝がこの種の映画として“邦画界最初の企画”による傑作であるという点を売っていただきます」
「奇想天外の物語は必ず、観客を怪奇感で魅了することでしょう。此の点強力に売っていただきます」
「天知、三原、和田、池内という新東宝スタア陣の競演と、かつて『一寸法師』で主演をした、和久井勉が怪奇味を添えての出演は自信を持っていただける配役です。充分売ってください」
「演出は、さきに『怪談累が渕』、『憲兵と幽霊』など、同系列の映画で好評を博した中川信夫監督です。怪奇、怪談映画を撮っては日本一の定評のある、中川監督作品であることを大きく売ってください」
「＂怪奇と色気”を強力に売って頂きますが、これも従来の誇張されたグロテスクではなく、特撮や照明による技術面が生む怪しいムードを謳ってください」

## スタッフ
- 製作：大蔵貢
- 企画：津田勝二
- 監督：中川信夫
- 脚本：中沢信、仲津勝義
- 原作：橘外男（地底の美肉）
- 撮影：平野好美
- 照明：関川次郎
- 録音：泉田正雄
- 美術：黒沢治安
- 音楽：井内久
- 助監督：石川義寛
- 製作主任：藤岡治郎
- スチール：吉田基芳

## キャスト
- 竹中信敬：天知茂
- 大木民夫：和田桂之助
- 松村美和子：三原葉子
- 松村伊都子：池内淳子
- 松村重勝：中村虎彦
- 藤井：水原爆
- 智子：矢代京子
- 和田老人：杉寛
- とき子：千曲みどり
- 谷川：鮎川浩
- 並木：倉橋宏明
- 林田：鳴門洋二
- 榊原博士：高松政雄
- 青山：奥田洋
- 星野：国方伝
- 小人：和久井勉
- 海坊主：晴海勇三
- ホテルのウエイトレス：浜野桂子
- バーの女給：美舟洋子
- 老婆：五月藤江

## 映像ソフト
- 1999年5月1日にVHSがキネマ倶楽部より通販限定で発売された[2]。
- 2000年10月25日にDVDがビームエンタテインメントより発売された[3]。